# 야마다 가쓰히코
야마다 가쓰히코(일본어: 山田 勝彦, 1969년 7월 2일 ~ )는 일본의 전 프로 야구 선수이자 야구 지도자이며, 현재 퍼시픽 리그인 홋카이도 닛폰햄 파이터스의 배터리 코치이다.

## 인물

### 선수 시절
도호 고등학교 시절 통산 24개의 홈런을 기록, 1987년 프로 야구 드래프트 회의에서 3순위 지명을 받고 한신 타이거스에 입단했다. 고졸 출신이면서도 서서히 포수로서의 실력을 쌓아가는 등 프로 5년째인 1992년에는 114경기에 출전했고 주전 포수로서 투수진을 리드하였다. 1992년 당시 한신은의 2.90의 팀 평균 자책점을 기록하였는데 이것이 2위로 올라선 것이 최대의 요인이 되었다.
이대로 주전 포수의 자리를 차지할 거라고 생각되었지만 세키카와 고이치나 야노 아키히로 등의 활약에 의해 자신도 침체되었고 힘이 약한 타격도 화근이 되어서 1992년을 제외한 100경기 이상을 출전한 시즌은 없었다. 수비면에서도 캐칭에 불안정함이 보여지면서 리드할 때도 상대가 칠 수 없다고 생각하면 같은 공을 계속 요구하는 한가지 패턴과 치밀한 제구력이 없는 투수에게 아슬아슬한 코스를 요구하는 등 투수에게 맞춘 리드를 할 수 없는 면도 보여져 노무라 가쓰야 감독으로부터 혹평을 받기도 했다. 다만 야마다의 성격에 대해 성실함은 인정하고 있어 후에 출간된 노무라의 저서에도 야마다와 관련된 내용이 남겨져 있다.
1996년, 야쿠르트 스왈로스와의 경기 도중 후루타 아쓰야의 타석에서 시마타 데쓰야가 빈볼성 투구를 3개 연속으로 던져 이에 격분한 후루타를 야마다가 직접 나서서 저지하려다 벤치 클리어링으로 이어지는 상황이 벌어지기도 했다.
2000년에 돌연 타격폼을 개조하면서 규정 타석에는 채우지 못했지만 타율은 3할 대를 기록했고 이듬해 2001년에도 안정된 타율을 남겼다. 그러나 이미 주전 포수로서의 지위를 확보했던 야노를 따라잡기에는 미흡했다. 같은 시기에 뚜렷한 성과를 나타낸 이가와 게이의 전용 포수로서 출전한 적이 많았다.
2002년 시즌 종료 후 시모야나기 쓰요시, 나카무라 유타카와의 맞트레이드로 닛폰햄 파이터스에 다테 마사시와 함께 이적, 이듬해 2003년에는 40경기에 출전하여 존재감을 과시했지만 오른쪽 팔꿈치 부상의 영향으로 젊은 선수였던 다카하시 신지의 활약과 베테랑 포수인 나카지마 사토시의 존재도 있어 2004년에는 3경기에만 출전했고 2005년에는 1경기에 출전하는 데에만 그쳤다. 2005년 시즌 종료 후 현역 생활을 은퇴했다.

### 그 후
닛폰햄 구단 측으로부터 2군 배터리 코치를 맡아달라는 요청이 있었지만 자신은 이를 고사했고 한신 시절의 감독이자 노무라가 감독을 맡고있던 도호쿠 라쿠텐 골든이글스의 배터리 코치로 발탁되어 2010년까지 맡았다. 그 후 2011년부터 2012년까지 오릭스 버펄로스의 1군 배터리 코치를 역임했고, 2013년부터는 한신의 1군 배터리 코치로 발탁되어 2018년까지 있다가 2019년엔 한신 타이거스 2군 배터리 코치를 하다가 2021년 시즌 끝나고 신조 쓰요시 감독 취임에 따라 홋카이도 닛폰햄 파이터스의 1군 배터리 코치로 발탁되었다.

## 상세 정보

### 출신 학교
- 도호 고등학교

### 선수 경력
- 한신 타이거스(1988년 ~ 2002년)
- 닛폰햄 파이터스·홋카이도 닛폰햄 파이터스(2003년 ~ 2005년)

### 지도자 경력
- 도호쿠 라쿠텐 골든이글스 배터리 코치(2006년 ~ 2010년)
- 오릭스 버펄로스 1군 배터리 코치(2011년 ~ 2012년)
- 한신 타이거스 1군 배터리 코치(2013년 ~ 2018년)
- 한신 타이거스 2군 배터리 코치(2019년 ~ 2021년)
- 홋카이도 닛폰햄 파이터스 1군 배터리 코치(2022년 ~ )

### 개인 기록
- 첫 출장 : 1989년 10월 15일, 대 요코하마 다이요 웨일스 25차전(한신 고시엔 구장), 7회말에 다카무라 요스케의 대타로서 출장
- 첫 선발 출장 : 1991년 6월 23일, 대 야쿠르트 스왈로스 13차전(삿포로 시 마루야마 구장), 8번·포수로서 선발 출장
- 첫 안타·첫 타점 : 1991년 6월 30일, 대 야쿠르트 스왈로스 16차전(한신 고시엔 구장), 8회말에 가나자와 쓰기오로부터
- 첫 홈런 : 1991년 7월 2일, 대 요코하마 다이요 웨일스 9차전(한신 고시엔 구장), 5회말에 사이토 아키오로부터 솔로 홈런
- 첫 도루 : 1994년 6월 5일, 대 주니치 드래건스 10차전(한신 고시엔 구장), 8회말에 2루 안착(투수 : 고지마 히로무, 포수 : 야노 아키히로)

### 등번호
- 61(1988년 ~ 1991년)
- 35(1992년, 2005년)
- 27(1993년 ~ 2002년)
- 24(2003년 ~ 2004년)
- 70(2006년 ~ 2010년)
- 72(2011년 ~ 2012년, 2022년 ~ )
- 82(2013년 ~ 2021년)

### 연도별 타격 성적
| 연 도       | 소 속       | 경 기 | 타 석 | 타 수 | 득 점 | 안 타 | 2 루 타 | 3 루 타 | 홈 런 | 루 타 | 타 점 | 도 루 | 도 루 자 | 희 생 번 | 희 생 플 | 볼 넷 | 고 4 | 사 구 | 삼 진 | 병 살 타 | 타 율 | 출 루 율 | 장 타 율 | O P S |
| ----------- | ----------- | ----- | ----- | ----- | ----- | ----- | ------- | ------- | ----- | ----- | ----- | ----- | -------- | -------- | -------- | ----- | ---- | ----- | ----- | -------- | ----- | -------- | -------- | ----- |
| 1989년      | 한신        | 1     | 1     | 1     | 0     | 0     | 0       | 0       | 0     | 0     | 0     | 0     | 0        | 0        | 0        | 0     | 0    | 0     | 0     | 0        | .000  | .000     | .000     | .000  |
| 1991년      | 한신        | 66    | 166   | 149   | 14    | 19    | 4       | 0       | 2     | 29    | 6     | 0     | 0        | 6        | 1        | 10    | 1    | 0     | 41    | 3        | .128  | .181     | .195     | .376  |
| 1992년      | 한신        | 114   | 340   | 313   | 17    | 64    | 12      | 0       | 4     | 88    | 31    | 0     | 1        | 9        | 3        | 14    | 8    | 1     | 81    | 7        | .204  | .239     | .281     | .520  |
| 1993년      | 한신        | 63    | 115   | 108   | 7     | 19    | 3       | 0       | 0     | 22    | 2     | 0     | 0        | 4        | 0        | 2     | 2    | 1     | 31    | 1        | .176  | .198     | .204     | .402  |
| 1994년      | 한신        | 58    | 114   | 103   | 8     | 21    | 2       | 0       | 3     | 32    | 8     | 2     | 0        | 4        | 1        | 6     | 0    | 0     | 17    | 1        | .204  | .245     | .311     | .556  |
| 1995년      | 한신        | 30    | 19    | 16    | 0     | 1     | 0       | 0       | 0     | 1     | 0     | 0     | 0        | 1        | 0        | 2     | 0    | 0     | 7     | 0        | .063  | .167     | .063     | .229  |
| 1996년      | 한신        | 99    | 301   | 274   | 19    | 52    | 9       | 0       | 2     | 67    | 18    | 0     | 0        | 6        | 3        | 17    | 4    | 1     | 52    | 9        | .190  | .237     | .245     | .482  |
| 1997년      | 한신        | 92    | 238   | 214   | 14    | 56    | 16      | 0       | 4     | 84    | 21    | 0     | 0        | 6        | 0        | 17    | 2    | 1     | 37    | 7        | .262  | .319     | .393     | .711  |
| 1998년      | 한신        | 69    | 146   | 138   | 4     | 28    | 2       | 0       | 0     | 30    | 6     | 0     | 0        | 0        | 1        | 6     | 1    | 1     | 26    | 5        | .203  | .240     | .217     | .457  |
| 1999년      | 한신        | 21    | 39    | 35    | 2     | 5     | 1       | 0       | 0     | 6     | 0     | 0     | 0        | 3        | 0        | 1     | 0    | 0     | 8     | 2        | .143  | .167     | .171     | .338  |
| 2000년      | 한신        | 45    | 102   | 94    | 6     | 30    | 4       | 1       | 2     | 42    | 11    | 0     | 0        | 4        | 1        | 2     | 2    | 1     | 21    | 2        | .319  | .337     | .447     | .784  |
| 2001년      | 한신        | 54    | 147   | 134   | 14    | 37    | 7       | 0       | 2     | 50    | 10    | 0     | 2        | 4        | 1        | 7     | 2    | 1     | 31    | 8        | .276  | .315     | .373     | .688  |
| 2002년      | 한신        | 39    | 106   | 97    | 9     | 15    | 3       | 0       | 1     | 21    | 9     | 0     | 0        | 3        | 0        | 6     | 2    | 0     | 21    | 6        | .155  | .204     | .216     | .420  |
| 2003년      | 닛폰햄      | 40    | 82    | 77    | 7     | 13    | 1       | 0       | 1     | 17    | 8     | 1     | 0        | 2        | 0        | 3     | 0    | 0     | 15    | 3        | .169  | .200     | .221     | .421  |
| 2004년      | 닛폰햄      | 3     | 0     | 0     | 0     | 0     | 0       | 0       | 0     | 0     | 0     | 0     | 0        | 0        | 0        | 0     | 0    | 0     | 0     | 0        | ----  | ----     | ----     | ----  |
| 2005년      | 닛폰햄      | 1     | 0     | 0     | 0     | 0     | 0       | 0       | 0     | 0     | 0     | 0     | 0        | 0        | 0        | 0     | 0    | 0     | 0     | 0        | ----  | ----     | ----     | ----  |
| 통산 : 16년 | 통산 : 16년 | 795   | 1916  | 1753  | 121   | 360   | 64      | 1       | 21    | 489   | 130   | 3     | 3        | 52       | 11       | 93    | 24   | 7     | 388   | 54       | .205  | .247     | .279     | .526  |

- 1988년, 1990년은 1군 출장 없음.